# Улица Михалевича (Чернигов)
Улица Михалевича (укр. Вулиця Михалевича) — улица в Деснянском районе города Чернигова. Пролегает от проспекта Мира до улицы Курсанта Еськова, исторически сложившаяся местность (район) Ремзавод.
Примыкают улицы Волковича, Староказарменный участок.

## История
24 июля 1995 года улица получила современное название — в честь советского математика и кибернетика, уроженца Чернигова Владимира Сергеевича Михалевича, согласно Решению Черниговского исполнительного комитета № 151.

## Застройка
Улица пролегает в северо-восточном направлении, после примыкания улицы Волковича делает поворот в более северном направлении. 
Непарная (южная) сторона улицы занята территорией Черниговского областного клинического онкологического диспансера (проспект Мира, № 211), Черниговской областной больницы (Волковича, № 25), квартал многоэтажной застройки (между улицами Волковича и Староказарменный участок), специальными территориями (военная часть). Парная (северная) сторона улицы занята больницей УМВД (проспект Мира, № 217), Храмом Святителя Николая Чудотворца, затем садово-дачными участками (садовые товарищества). 
Учреждения:
1. дом № 7 — Храм Святителя Николая Чудотворца
2. дом №  — Черниговская областная больница
3. дом №  — садовое товарищество «Природа»
4. дом №  — садовое товарищество «Металлист» РМЗ «Октябрьский молот»
5. дом № 17 — садовое товарищество «Рассвет»